# Stefan III (książę Neapolu)
Stefan III (? – zm. 832) był księciem Neapolu w latach 821 – 832.
Rządził w czasie ważnego okresu przejściowego w historii księstwa. Pod koniec jego panowania Neapol stał się niezależny.
Księstwo nie było jeszcze dziedziczne w 818, gdy patrycjusze z Sycylii wybrali księcia bez akceptacji cesarza. Zrobili to ponownie w 821, lecz władca został przepędzony z miasta na rzecz wybranego Stefana III. Stefan jako pierwszy zaczął bić monety z własnymi inicjałami zamiast cesarza bizantyjskiego. Nie był więc związany z imperium, ani przez mianowanie, ani przez inne więzi z wyjątkiem dziedziczenia księstwa.